# ويل راندال
ويل راندال (بالإنجليزية: Will Randall)‏ (2 مايو 1997 بسويندون في المملكة المتحدة - ) هو لاعب كرة قدم بريطاني في مركز الوسط. لعب مع سويندون تاون ووولفرهامبتون واندررز.

## وصلات خارجية
- ويل راندال على موقع قاعدة بيانات كرة القدم.إي يو (الإنجليزية)
- ويل راندال على موقع Soccerbase.com (لاعب) (الإنجليزية)